# Обелиск (Сан-Суси)
Обелиск и портал (нем. Obeliskportal) в восточной части парка Сан-Суси установлены в 1747 году по заказу короля Фридриха Великого.

## История

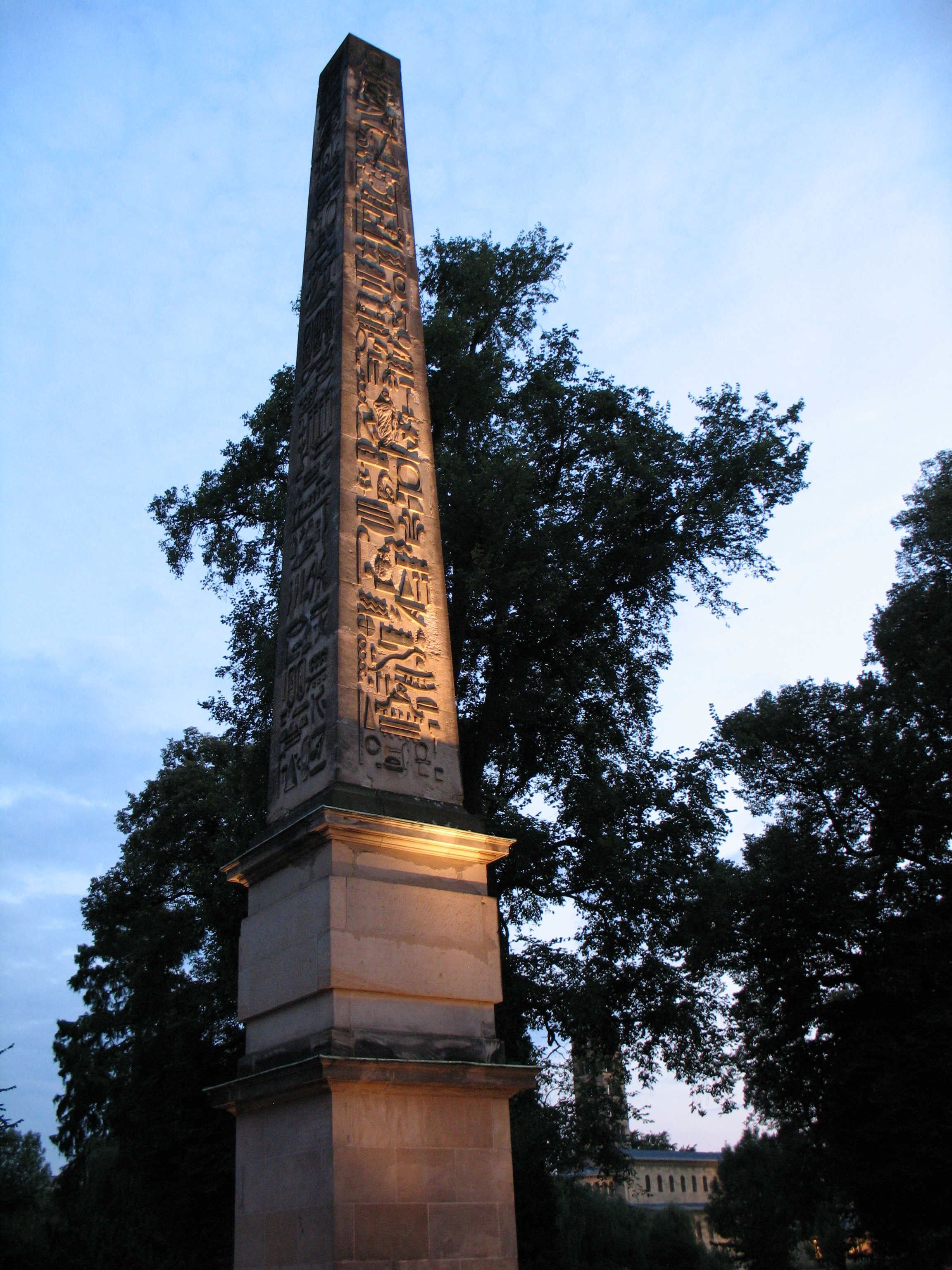
Обелиск у входа в парк на Шёпенхауэрштрассе

Напротив в 1763—1769 годах построен Новый дворец. Их разделяет главная аллея длиной около 2 км. Обелиск построен в 1748 году в подражание египетским обелискам и стал одним из первых скульптур Сан-Суси. По эскизу Георга Венцеслауса фон Кнобельсдорфа каменотёс Йоханн Кристиан Ангерманн изготовил обелиск. Изображённые на нём иероглифы являются декоративным украшением Йоханна Михаэля Хоппенхаупта (либо его младшего брата Йоханна Кристиана) и поэтому не имеют никакого смысла. Дешифровать египетские иероглифы удалось французскому лингвисту Франсуа Шампольону в 1822 году. Обелиск дал название этой части парка.
Проектом оформления восточной части парка занимался Кнобельсдорф, который оформил портал по примеру ворот в Райнсберге. Две группы колонн, по четыре коринфских колонны в каждой, обрамляют низкую кованую ограду. Рядом скульптором Фридрихом Кристианом Глуме установлены две статуи — Помоны (богини плодородия) и Флоры (богини цветов). По обе стороны большой дугой простирается в форме полукруга бастилия, которая снаружи была когда-то окружена рвом с водой. Расположение бастилии и направление взглядов скульптур в сторону парка, свидетельствуют о том, что эти ворота были предназначены для выхода из парка. Действительно, во времена Фридриха Великого официально портал с обелиском использовали в качестве выхода из парка. В середине XX века оригинальные скульптуры из песчаника заменили копиями.